# Liste der Niddabrücken in Frankfurt am Main
Über die Nidda führen in Frankfurt am Main heute 42 Brücken:
- 15 Fußgängerbrücken
- 10 Straßenbrücken
- 02 Wehre mit Fußgängerstegen
- 04 Autobahnbrücken
- 03 Autobahn-Verbindungsrampen (Westkreuz)
- 03 Eisenbahnbrücken
- 02 Schnellstraßenbrücken und
- 01 Stadtbahnbrücke.

## Niddabrücken
Die Niddabrücken sind in Flussrichtung aufgeführt. Gelb hinterlegte Zeilen („Zum Vergleich“) führen wichtige Brückenbauwerke auf, die heute nicht mehr die Nidda, sondern nur noch einen Altarm überqueren oder andere wichtige Funktionen hatten.
| Name / Straße / Ort                                           | Strecke                                                            | Stadtteile                          | km                               | Baujahr                          | Bemerkungen | Bild                                                       |
| Nördliche Stadtteile (Niddaauen)                              | Nördliche Stadtteile (Niddaauen)                                   | Nördliche Stadtteile (Niddaauen)    | Nördliche Stadtteile (Niddaauen) | Nördliche Stadtteile (Niddaauen) | Nördliche Stadtteile (Niddaauen) | Nördliche Stadtteile (Niddaauen)                           |
| ------------------------------------------------------------- | ------------------------------------------------------------------ | ----------------------------------- | -------------------------------- | -------------------------------- | --- | ---------------------------------------------------------- |
| Bundesstraße 3                                                | Bundesstraße 3                                                     | Bad Vilbel-Heilsberg – Berkersheim  | 0,0                              |                                  | Stadtautobahn |                                                            |
| Harheimer Stadtweg                                            | 25                                                                 | Harheim – Berkersheim               | 0,8                              |                                  | Diese Straßenbrücke ist sehr schmal und wegen ihrer geringen Belastbarkeit der Grund dafür, dass auf der Omnibus-Linie 25 nur Minibusse eingesetzt werden können. |                                                            |
| Homburger Landstraße                                          | 27                                                                 | Bonames – Frankfurter Berg          | 4,1                              |                                  | |                                                            |
| (Zum Vergleich:) Homburger Landstraße                         | 27                                                                 | Bonames                             |                                  | (1367) (1482) 1894               | Die ursprüngliche Holzbrücke war eine der ersten über die Nidda und Teil eines wichtigen Handelswegs nach Norddeutschland. Sie wurde später in Stein erneuert und erhielt um 1894 ihr heutiges spätklassizistisches Aussehen – führt jedoch nur noch über einen Altarm der Nidda.                       |                                                            |
| Robert-Gernhardt-Brücke (Flugplatz Bonames)                   |                                                                    | Kalbach-Riedberg – Frankfurter Berg | 4,6                              | 2006                             | Auf dem Brückengeländer befindet sich das Grüngürteltier von Robert Gernhardt. |                                                            |
| Bundesautobahn 661                                            | Bundesautobahn 661                                                 | Kalbach-Riedberg – Eschersheim      | 5,5                              |                                  | Autobahnbrücke mit seitlichem Rad- und Gehweg |                                                            |
| Nordwestliche Stadtteile (Volkspark Niddatal)                 |                                                                    |                                     |                                  |                                  | |                                                            |
| Eschersheimer Wehr                                            |                                                                    | Heddernheim – Eschersheim           | 6,5                              | 1928                             | Wehranlage zur Niddaregulierung (Wehrsteg nicht öffentlich zugänglich) |                                                            |
| Eschersheimer Freibad                                         | GrünGürtel-Radweg und Wanderweg                                    | Heddernheim – Eschersheim           | 6,6                              |                                  | Holzbrücke an der Mündung des Urselbachs (rechter Nidda-Zufluss) |                                                            |
| Trambahn-Viadukt                                              | A-Strecke (U1–U3, U 8)                                             | Heddernheim – Eschersheim           | 6,9                              | 1908                             | Die Brücke wurde für die Trambahn Frankfurt-Homburg errichtet und wird noch heute von der U-Bahn Frankfurt befahren. |                                                            |
| Maybachbrücke                                                 | M60                                                                | Heddernheim – Eschersheim           | 6,9                              | 1972                             | Die Straßenbrücke wurde unmittelbar neben dem Trambahnviadukt errichtet, verbindet die Eschersheimer Landstraße mit der Dillenburger Straße und entlastet somit die alte Brücke der Heddernheimer Landstraße.                                                                                           |                                                            |
| Heddernheimer Landstraße                                      | M60                                                                | Heddernheim – Eschersheim           | 7,0                              |                                  | |                                                            |
| Niedwiesen                                                    | GrünGürtel-Wanderweg                                               | Heddernheim – Ginnheim              | 7,7                              |                                  | |                                                            |
| Römerbrücke                                                   |                                                                    | Heddernheim – Ginnheim              | 8,5                              |                                  | Fußgängerbrücke zum Grillplatz Römerstadt |                                                            |
| Rosa-Luxemburg-Straße                                         | U1, U 9                                                            | Heddernheim – Ginnheim              | 8,5                              | 1974                             | Stadtautobahn mit Hochbahn-Strecke |                                                            |
| Praunheimer Wehr                                              | Europäischer Fernwanderweg E1                                      | Praunheim                           | 9,3                              | 1928                             | Wehranlage zur Niddaregulierung mit Fußgängersteg | Wehr in Frankfurt-Praunheim                                |
| (Zum Vergleich:) Brücke an der Praunheimer Mühle              |                                                                    | Praunheim                           |                                  | verm. 1396 ca. 2000              | Die ursprüngliche Brücke war eine der ersten über die Nidda und Teil einer Mühle. Sie wurde später erst in Holz dann etwa 2000 in Stein erneuert. Dies führte bis zur Kanalisierung über die Nidda, seit dem jedoch nur noch über einen Altarm der Nidda.                                               | Brücke über Altarm in Praunheim nähe der Praunheimer Mühle |
| Praunheimer Brücke                                            | M72, M73                                                           | Praunheim                           | 9,6                              | 1988                             | Erste urkundliche Erwähnung 1556. Unter Schultheiß Johann Daniel Launhard 1827 verlängert. 1988 Neubau. |                                                            |
| Willi-Petri-Steg                                              |                                                                    | Praunheim                           | 10,4                             | 2014                             | auf Höhe der Praunheimer Sportplätze; ehemals hölzerner Steg wurde durch massive Brücke ersetzt und nach dem Praunheimer Kunstmaler Wilhelm Petri benannt |                                                            |
| Rödelheim (Brentano- und Solmspark)                           |                                                                    |                                     |                                  |                                  | |                                                            |
| Hausener Wehr                                                 |                                                                    | Rödelheim – Hausen                  | 11,2                             | 1928                             | Wehranlage zur Niddaregulierung mit Fußgängersteg |                                                            |
| Bundesautobahn 66                                             | Bundesautobahn 66                                                  | Rödelheim – Hausen                  | 11,2                             |                                  | Stadtautobahn |                                                            |
| Hans-Busch-Brücke                                             | GrünGürtel-Wanderweg                                               | Rödelheim – Hausen                  | 11,4                             | 2023                             | Ersetzt eine schmalere Straßenbrücke von 1928 und eine parallel verlaufende Fußgängerbrücke. |                                                            |
| Hausener Freibad                                              |                                                                    | Rödelheim – Hausen                  | 11,6                             |                                  | Fußgängerbrücke innerhalb des Freibads (zwischen der westlichen und östlichen Liegewiese), bis 1961 Strandbad Hausen |                                                            |
| Ludwig-Landmann-Straße                                        | U7 M34                                                             | Rödelheim – Hausen                  | 11,7                             | 1929 (1973)                      | Stadtbahn-Brücke und zwei außenliegende Straßenbrücken |                                                            |
| Brentanopark                                                  | GrünGürtel-Radweg und Wanderweg                                    | Rödelheim                           | 12,5                             |                                  | zwei Fußgängerbrücken mit dazwischen liegender Niddainsel |                                                            |
| Rödelheimer Wehr                                              |                                                                    | Rödelheim                           | 12,7                             |                                  | Wehranlage zur Niddaregulierung (Wehrsteg nicht öffentlich zugänglich) |                                                            |
| Auf der Insel                                                 | M34, M72                                                           | Rödelheim                           | 12,8                             |                                  | |                                                            |
| (Zum Vergleich:) Sternbrücke (Rödelheimer Landstraße)         | M34, M72                                                           | Rödelheim – Bockenheim              |                                  | 1807                             | Die Sternbrücke wurde über eine ehemalige Flutmulde der Nidda gebaut und steht heute unter Denkmalschutz. |                                                            |
| Blauer Steg                                                   | GrünGürtel-Wanderweg                                               | Rödelheim                           | 13,3                             | 2009                             | |                                                            |
| Homburger Bahn                                                | S3–S5, RB 15                                                       | Rödelheim                           | 13,4                             |                                  | |                                                            |
| Westkreuz Frankfurt                                           |                                                                    |                                     |                                  |                                  | |                                                            |
| Verbindungsrampe A 648 (Ost) auf A 5 (Nord)                   | Verbindungsrampe A 648 (Ost) auf A 5 (Nord)                        | Rödelheim                           | 14,2                             | 1995                             | |                                                            |
| Bundesautobahn 5                                              | Bundesautobahn 5                                                   | Rödelheim, Sossenheim – Griesheim   | 14,2                             |                                  | Drei parallele Brückenteile, der westliche davon ungenutzt |                                                            |
| Bundesautobahn 648                                            | Bundesautobahn 648                                                 | Sossenheim – Griesheim              | 14,4                             |                                  | Höhe über dem Fuß-/Radweg nur 1,75 m. Nordöstlich der Brücke liegt inmitten des Kreuzes ein landwirtschaftlich genutztes Feld |                                                            |
| Verbindungsrampe A 5 (Nord) auf A 648 (Ost)                   | Verbindungsrampe A 5 (Nord) auf A 648 (Ost)                        | Sossenheim – Griesheim              | 14,5                             |                                  | sehr hoch, um gleichzeitig die A 648 zu überbrücken |                                                            |
| Verbindungsrampe A 648 (West) auf A 5 (Süd)                   | Verbindungsrampe A 648 (West) auf A 5 (Süd)                        | Sossenheim – Griesheim              | 14,5                             |                                  | |                                                            |
| Westliche Stadtteile (Sossenheimer Unterfeld und Wörthspitze) |                                                                    |                                     |                                  |                                  | |                                                            |
| Niedwald                                                      | Neue Niddabrücke über den wiederangeschlossenen Grill’schen Altarm |                                     | 14,6                             | 2024                             | |                                                            |
| Sossenheimer Wehr                                             |                                                                    | Sossenheim – Nied                   | 14,8                             | 1928                             | Wehranlage zur Niddaregulierung mit Steg, Abriss 2024 |                                                            |
| Niedwald                                                      | Neue Niddabrücke über den wiederangeschlossenen Grill’schen Altarm |                                     | 14,9                             | 2024                             | |                                                            |
| Niedwald                                                      |                                                                    | Sossenheim – Nied                   | 15,0                             | 2024                             | Ersatzbrücke für das Sossenheimer Wehr |                                                            |
| Niedwald                                                      | Sossenheim – Nied                                                  |                                     | 15,1                             |                                  | Fußgängerbrücke mit Erdgasrohrleitung (gesperrt/wird abgerissen) |                                                            |
| Sossenheimer Unterfeld                                        |                                                                    | Sossenheim – Nied                   | 16,1                             |                                  | |                                                            |
| Ersatzbrücke für das Höchster Wehr                            | GrünGürtel-Wanderweg                                               | Höchst – Nied                       | 16,7                             |                                  | Fußgängerbrücke als Ersatz für den Steg über das abgerissene Höchster Wehr |                                                            |
| Höchster Wehr                                                 |                                                                    | Höchst – Nied                       | 16,8                             | 1923                             | Wehranlage zur Niddaregulierung mit Fußgängersteg, inzwischen bis auf einen Turm abgerissen |                                                            |
| Taunus-Eisenbahn                                              | Regionalzüge, Königsteiner Bahn                                    | Nied                                | 17,2                             | 1838                             | Die von Paul Camille von Denis entworfene gewölbte Sandsteinbrücke ist die zweitälteste Eisenbahnbrücke Deutschlands und noch fast original erhalten und damit eine der wenigen ihrer Art aus der Frühzeit des Eisenbahnwesens.                                                                         |                                                            |
| Main-Lahn-Bahn                                                | S1, S2                                                             | Nied                                | 17,3                             |                                  | von Regionalzügen auf der Main-Lahn-Bahn wird heute die Brücke der Taunus-Eisenbahn genutzt. |                                                            |
| Alte Nieder Niddabrücke                                       | 51, 54, 59                                                         | Nied                                | 17,7                             | 1824                             | |                                                            |
| Neue Nieder Niddabrücke (Mainzer Landstraße)                  | 11 51, 54                                                          | Nied                                | 17,8                             | (1951) 2008                      | Das Vorgängerbauwerk war die erste Spannbetonbrücke in Frankfurt. Eine Überwachungseinrichtung maß die Verformungen der Brücke und informierte das Straßenbauamt automatisch telefonisch, falls kritische Werte auftraten, daher auch Klingelbrücke genannt. 2008 wurde sie durch einen Neubau ersetzt. |                                                            |
| Wörthspitze                                                   | GrünGürtel-Radweg und Wanderweg                                    | Höchst – Nied                       | 18,4                             | 1913                             | Fußgänger-Bogenbrücke aus Stahlbeton – auch Seufzerbrücke oder Gaasebrickelsche genannt |                                                            |